# Dead Throne
"Dead Throne" är metalcorebandet "The Devil Wears Prada"s fjärde fullängds album. Det släpptes den 13 september 2011 genom skivbolaget Ferret Music.

## Låtlista
| Nr           | Titel                                                | Längd |
| ------------ | ---------------------------------------------------- | ----- |
| 1.           | Dead Throne                                          | 2:45  |
| 2.           | I Untidaled                                          | 2:55  |
| 3.           | Mammoth                                              | 2:43  |
| 4.           | Vengeance                                            | 3:02  |
| 5.           | R.I.T                                                | 2:49  |
| 6.           | My Questions                                         | 3:12  |
| 7.           | Kansas                                               | 3:37  |
| 8.           | Born To Lose                                         | 3:05  |
| 9.           | Forever Decay                                        | 3:25  |
| 10.          | Chicago                                              | 2:45  |
| 11.          | Constance (featuring Tim Lambesis of As I Lay Dying) | 3:19  |
| 12.          | Pretenders                                           | 3:29  |
| 13.          | Holdfast                                             | 3:49  |
| Total längd: | Total längd:                                         | 40:49 |